# Albrecht Riechers
Albrecht Riechers (geboren 17. Juli 1939; gestorben 25. August 2012) war ein deutscher Aktivist der Völkerverständigung zwischen Deutschland und Polen.

## Leben
Albrecht Riechers war Mitbegründer der 1979 gegründeten Deutsch-Polnischen Gesellschaft Hannover (DPG) und von Beginn an bis 1997 Vorsitzender der Gesellschaft, die sich in seiner Amtszeit zu einer der größten in Deutschland entwickelte. Zudem engagierte er sich seit der Gründung des Bundesverbands der Deutsch-Polnischen Gesellschaft bis 1997 auch als deren Vorsitzender. Er war Mitbegründer des seit 1987 in Berlin erscheinenden zweisprachigen Periodikums Dialog. Deutsch-polnisches Magazin.
Für seine langjährigen ehrenamtlichen Tätigkeiten wurde Riechers mit mehreren Auszeichnungen geehrt, darunter
- 1990: Goldener Verdienstorden der Republik Polen[2]
- 1990: Ehrenmedaille der Stadt Posen[2]
- 1997: Verdienstorden der Bundesrepublik Deutschland am Bande;[2]
- Gedenktafel im Foyer der Universitätskinderklinik Poznań.[2]

## Schriften (Auswahl)
- Ulrich Kattmann (Hrsg.), Ulrich Kattmann, Albrecht Riechers, Martin Weskott (Text): Rassen. Bilder vom Menschen. Biologisch-sozialkundliches Arbeitsbuch, Wuppertal: Jugenddienst-Verlag, 1973, ISBN 978-3-7795-7308-1 und 3-7795-7308-3
- Albrecht Riechers (Hrsg.): Dialog der Bürger. Die gesellschaftliche Ebene der deutsch-polnischen Nachbarschaft (= Veröffentlichungen der Deutsch-Polnischen Gesellschaft Bundesverband, Bd. 6), Osnabrück: fibre, ISBN 978-3-929759-95-2 und ISBN 3-929759-95-0 und ISBN 3-929759-93-4; Inhaltsverzeichnis
- Hilfe für Solidarność. Zivilgesellschaftliche und staatliche Beispiele aus der Bundesrepulik Deutschland in den Jahren 1980–1982 (= Friedrich-Ebert-Stiftung. Gesprächskreis Geschichte: Reihe Gesprächskreis Geschichte, Heft 67), hrsg. von Dieter Dowe, Bonn: Historisches Forschungszentrum, 2006, ISBN 978-3-89892-509-9; Inhaltsverzeichnis; Digitalisat
- Pomoc dla Solidarności. Przykłady pomocy zachodnioniemieckiego społeczeństwa i państwa w latach 1980–1982, in polnischer und deutscher Sprache, tł. z jęz. niem. Adam Peszke, Warszawa: Fundacja im. Friedricha Eberta, Przedstawicielstwo w Polsce, 2005, ISBN 83-86088-77-X und ISBN 978-83-86088-77-5
  - Pomoc dla Solidarności. Przykłady pomocy zachodnioniemieckiego społeczeństwa i państwa w latach 1980-1982, in polnischer und deutscher Sprache, tł. z jęz. niem. Adam Peszke, Wyd. 2 rozsz., Warszawa: Fundacja im. Friedricha Eberta, Przedstawicielstwo w Polsce, 2006, ISBN 83-86088-79-6 und ISBN 978-83-86088-79-9